# Curvularia prasadii
Curvularia prasadii är en svampart som beskrevs av R.L. Mathur & B.L. Mathur 1959. Curvularia prasadii ingår i släktet Curvularia och familjen Pleosporaceae.   Inga underarter finns listade i Catalogue of Life.